# Jack McInerney
John "Jack" McInerney (Chattanooga, Tennessee, Estados Unidos, 5 de agosto de 1992) es un futbolista estadounidense. Juega de posición de delantero.

## Trayectoria
Entre 2004 y 2009 jugó para el Cobb Futbol Club y se graduó en 2009 del programa de fútbol de Brandenton. En 2010 fue seleccionado por el Philadelphia Union en la séptima posición del SuperDraft de ese mismo año. MckInerney hizo su debut con el Union en el partido inaugural de la temporada 2010 frente al Seattle Sounders FC. Anotó su primer gol profesional el 1 de mayo de 2010, en un partido ante Los Angeles Galaxy.
McInerney fue adquirido por LA Galaxy el 18 de abril de 2017 después de haber renunciado al Portland al final de la temporada 2016.

## Selección nacional

### Selecciones juveniles
McInerney ha sido parte de las selecciones sub-15 y sub-17 de los Estados Unidos, jugando el Mundial Sub-17 y anotando dos goles para su país en 2009.

### Selección mayor
Luego de una excelente primera mitad de temporada con su club en 2013, McInerney fue seleccionado en la lista preliminar de 35 jugadores que participarán de la Copa de Oro de la Concacaf en ese año. Finalmente se confirmó su convocatoria en la lista final una vez que su nombre se filtrara días antes del anuncio oficial de la federación. No obstante, McInerney fue uno de los cuatro jugadores que fueron reemplazados para la segunda parte del torneo. Quedando liberado  dos días después del último partido por la fase de grupos frente a Costa Rica sin haber realizado su debut internacional.

## Clubes
| Club                               | País           | Año         |
| ---------------------------------- | -------------- | ----------- |
| Philadelphia Union                 | Estados Unidos | 2010 - 2014 |
| Harrisburg City Islanders (cedido) | Estados Unidos | 2010        |
| Montreal Impact                    | Estados Unidos | 2014 - 2015 |
| Portland Timbers                   | Estados Unidos | 2016 - 2017 |
| Los Angeles Galaxy                 | Estados Unidos | 2017        |
| Indy Eleven                        | Estados Unidos | 2018        |
| Oakland Roots SC                   | Estados Unidos | 2019-2020   |